# 法性院 (練馬区)
法性院（ほっしょういん）は、東京都練馬区にある日蓮宗の寺院。

## 概要
1574年（天正2年）、加賀阿闍梨日唱によって開山された。
当院には加藤清正公尊像を所蔵している。1858年（安政5年）に日深上人が九州より請来したものという。疫病などが起きると、尊像を神輿に乗せて厄払いを行ったという。また加藤姓の男性が出征する際は、必ず本院に詣でて、武運長久を祈ったという。
かつての伽藍は、19世紀前期に建てられた平屋建ての建物で、老朽化で改築直前にはトタン屋根になっており、雨漏りも酷かったため、1966年（昭和41年）に鉄筋コンクリート造に改築した。

## 交通アクセス
- 大泉学園駅より徒歩10分。